# Schuppenguan

Verbreitungsgebiet des Schuppenguans

Der Schuppenguan (Ortalis squamata), Syn. Ortalida squamata ist eine Vogelart aus der Familie der Hühnervögel (Galliformes).
Die Art wurde früher als Unterart (Ssp.) des Tüpfelguans (O. guttata) angesehen, davor als Unterart des Braunflügelguans (O. vetula), auch als Unterart des Motmotguans (O. motmot).
Der Vogel ist endemisch im Osten Brasiliens entlang der Küste (Paraná, Santa Catarina und Rio Grande do Sul).
Der Lebensraum umfasst tropischen immergrünen Tieflandwald, Restinga und Mangrovenwald mit Weißen Mangroven bis 800 m Höhe.
Der Artzusatz kommt von lateinisch squamatus ‚Schuppen, geschuppt‘.

## Merkmale
Die Art ist etwa 50 cm groß und wiegt zwischen 500 und 620 g. Kopfkappe, Nacken und Oberseite sind matt braun, der kleine Kehllappen ist rot, Kehle und Brust sind dunkelbraun mit weißlicher Beränderung der Federn mit geschupptem Aussehen. Die übrige Unterseite ist gelbbraun, der Steiß ist kastanienbraun.
Die Iris ist braun bis dunkelbraun, das schmale unbefiederte Areal ums Auge ist schiefergrau oder schwarz, der Schnabel grau-blau oder hellgrau, an der Basis am dunkelsten. Die Beine sind grau. Die Geschlechter unterscheiden sich nicht.
Die Art unterscheidet sich vom nicht im gleichen Verbreitungsgebiet vorkommenden Ostbrasilienguan (O. araucuan) durch dunklere Färbung mit weniger Rotbraun am Scheitel, kein Kastanienbraun am Rücken, durch mehr gelbbraune Unterseite und kleineres unbefiedertes Gesichtsareal. Vom gleichfalls nicht im gleichen Verbreitungsgebiet vorkommenden Tüpfelguan (O. guttata) unterscheidet der Vogel sich durch wesentlich weniger kastanienbraune bis rotbraune Schwanzunterseite, durch mehr rötlich gefärbten Bürzel und den bräunlichen Scheitel.

## Geografische Variation
Die Art ist monotypisch.

## Stimme
Die Rufe werden als lärmend, variabel als „cacataPOOP, cacataPOP, cacataWHUMP, cacataWEEcataon“ auf gleicher Tonhöhe, aber auch als kehliges „cuhcuh-cuhCAHcuhcuhcucCAH cuhcuhcuhcuh“ beschrieben, im Duett oder als Chor.

## Lebensweise
Die Art ist vermutlich ein Standvogel.
Die Nahrung besteht hauptsächlich aus Früchten und Blättern, die meist in kleinen Familiengruppen gesucht werden. Der Vogel besucht auch Futterstellen mit Bananen in Lodges sowie Gärten in Vororten.
Die Brutzeit liegt großteils zwischen Oktober und November.
Das Nest ist ein flacher Korb als Zweigen und Blättern, gut versteckt in einer Astgabel zwischen 1 und 3 m über dem Erdboden. Das Gelege besteht aus 3 schmutzig weißen Eiern, die über 21 Tage bebrütet werden.

## Gefährdungssituation
Der Bestand gilt als „nicht gefährdet“ (Least Concern).